# Bopa (Benin)
Bopa  ist eine Stadt, ein Arrondissement und eine 365 km2 große Kommune in Benin. Sie liegt im Département Mono. 

## Demografie und Verwaltung
Das Arrondissement Bopa hatte bei der Volkszählung im Mai 2013 eine Bevölkerung von 11.496 Einwohnern, davon waren 5543 männlich und 5953 weiblich. Die gleichnamige Kommune zählte zum selben Zeitpunkt 96.281 Einwohner, davon 46.785 männlich und 49.496 weiblich.
Die sechs weiteren Arrondissements der Kommune sind Agbodji, Badazoui, Gbakpodji, Lobogo, Possotomè und Yégodoé. Kumuliert umfassen alle sieben Arrondissements 83 Dörfer.